# 马路情歌
马路情歌为周涛、冯巩于2003年1月31日即中国农历羊年除夕之夜中国中央电视台春节联欢晚会上所表演的一段小品。此小品是冯巩及周涛的第二次合作。另外，此小品是否定性为小品有待争议，按照相声大师马季以及其他主流媒体的认同，此艺术形式应当为小品。

## 关于
马路情歌所说的是出租车司机（冯巩饰演）在违反交通规则（弯道超车、闯红灯等）后不服，于是同交警（周涛饰演）纠缠起来。最后，冯巩以为顺口说了不服气的话而让交警同司机换了角色。经过了一天的体验，二人都理解了对方的不容易，的哥对女交警产生了感情。